# Canon FTb
Le Canon FTb est un appareil photographique reflex mono-objectif utilisant des films de format 135, et commercialisé par la firme Canon à partir de mars 1971 pour succéder au Canon FT QL. Il utilise des objectifs de monture FD, tout en étant compatible avec les anciennes montures FL.

## Caractéristiques
Conçu comme un boitier avancé pour les amateurs exigeants, le FTb offre la plupart des fonctionnalités du modèle professionnel Canon F-1, tout en étant réputé pour être l'un des appareils les plus solides jamais construits par Canon. Il utilise une pile pour la cellule mais, entièrement mécanique, il peut fonctionner parfaitement sans pile (ce qui n'a comme seule incidence que de désactiver la cellule).
La vitesse d'obturation peut être réglée de 1/1000ème à 1 seconde, plus un mode "Pause". Il dispose d'un retardateur de 10 secondes.
Deux modèles de FTb furent distribués par le constructeur japonais, le premier dès mars 1971 (simultanément au Canon F-1), le second, baptisé "N" par Canon sur son site historique japonais, à partir de juillet 1973, qui présentait quelques menues améliorations, notamment un levier d'armement plus ergonomique partiellement recouvert de plastique noir. Le FTb a été retiré du tarif fin 1977 avec l'arrivée du Canon A-1.
Les deux modèles de FTb ont été très majoritairement produits en version argentée (cette version est celle présentée sur et dans les modes d'emploi, sa couleur provient du métal du boitier), et en version noire (12 à 15 % seulement de la production), légèrement plus chère, mais aussi plus fragile d'un point de vue “cosmétique” (usure du boitier logiquement plus visible puisque la peinture noire recouvrant le métal est sensible aux chocs et frottements)... Il est impossible d'établir un lien entre les numéros de série et les dates de sortie d'usine des boîtiers, celles-ci n'étant pas mentionnées à l'intérieur des boîtiers comme c'était le cas pour les F-1.

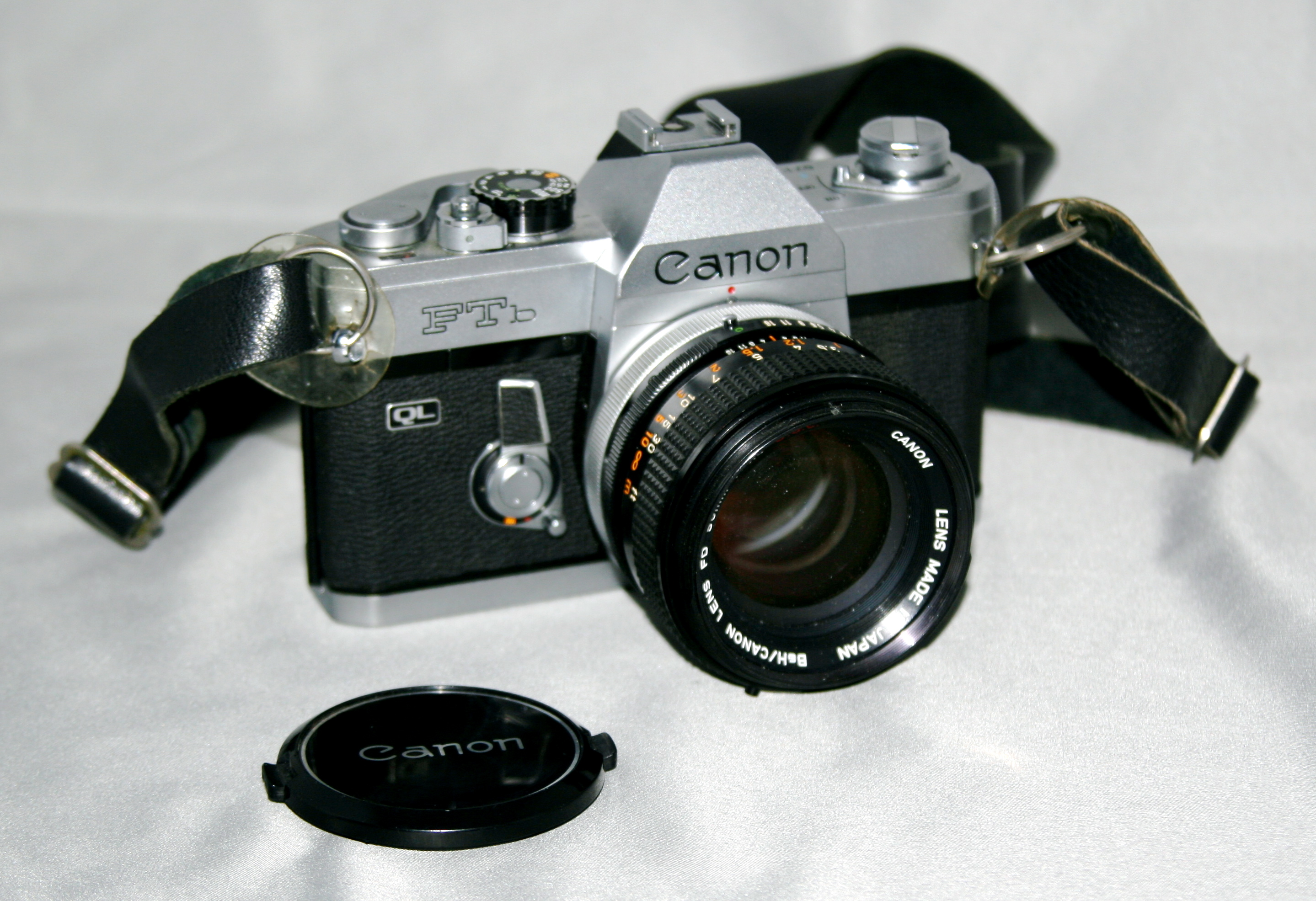
Première version du Canon FTb, boitier argenté, objectif 50mm f:1,8 S.C. de même génération
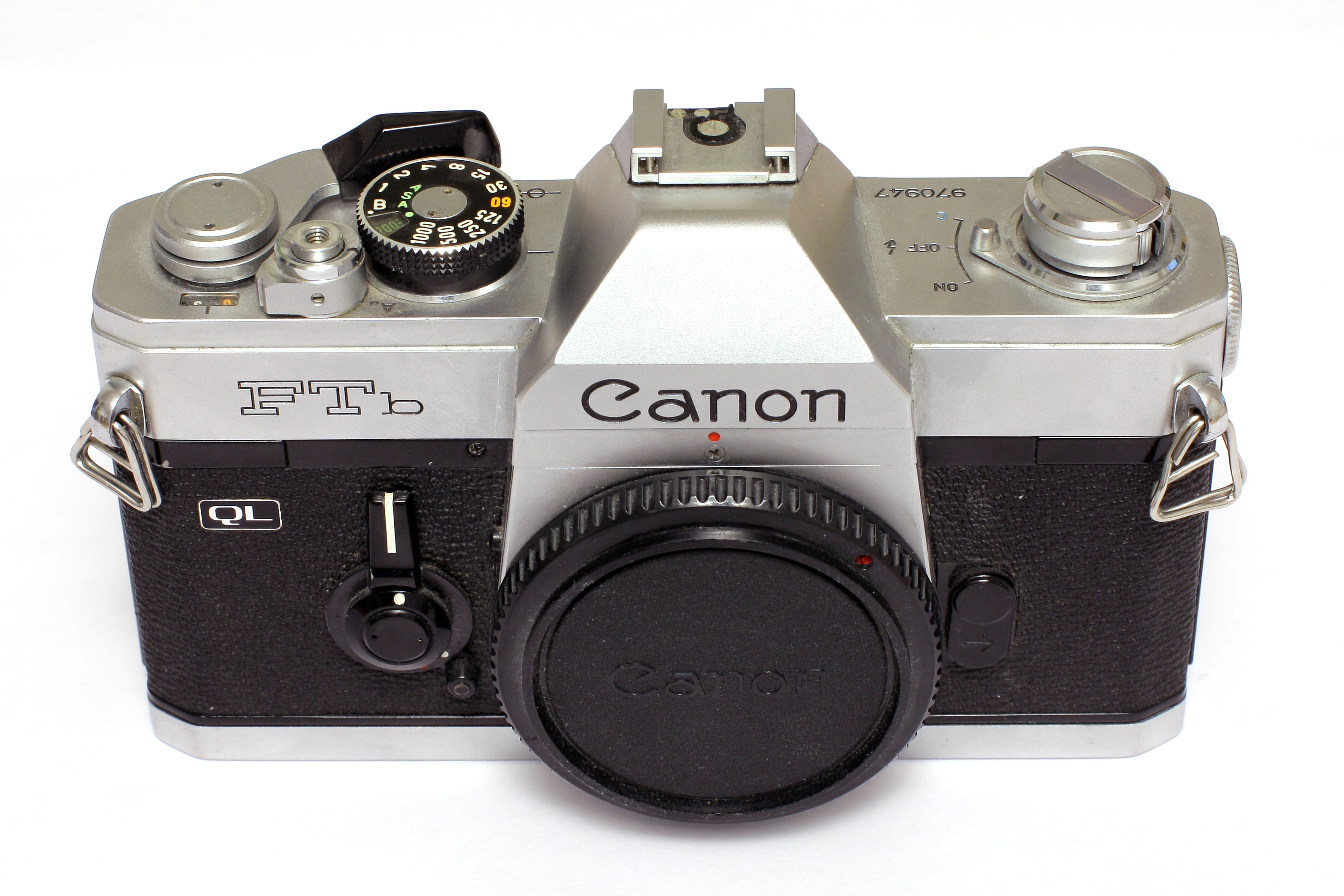
Deuxième version du Canon FTb (voir levier d’armement et retardateur), boitier argenté
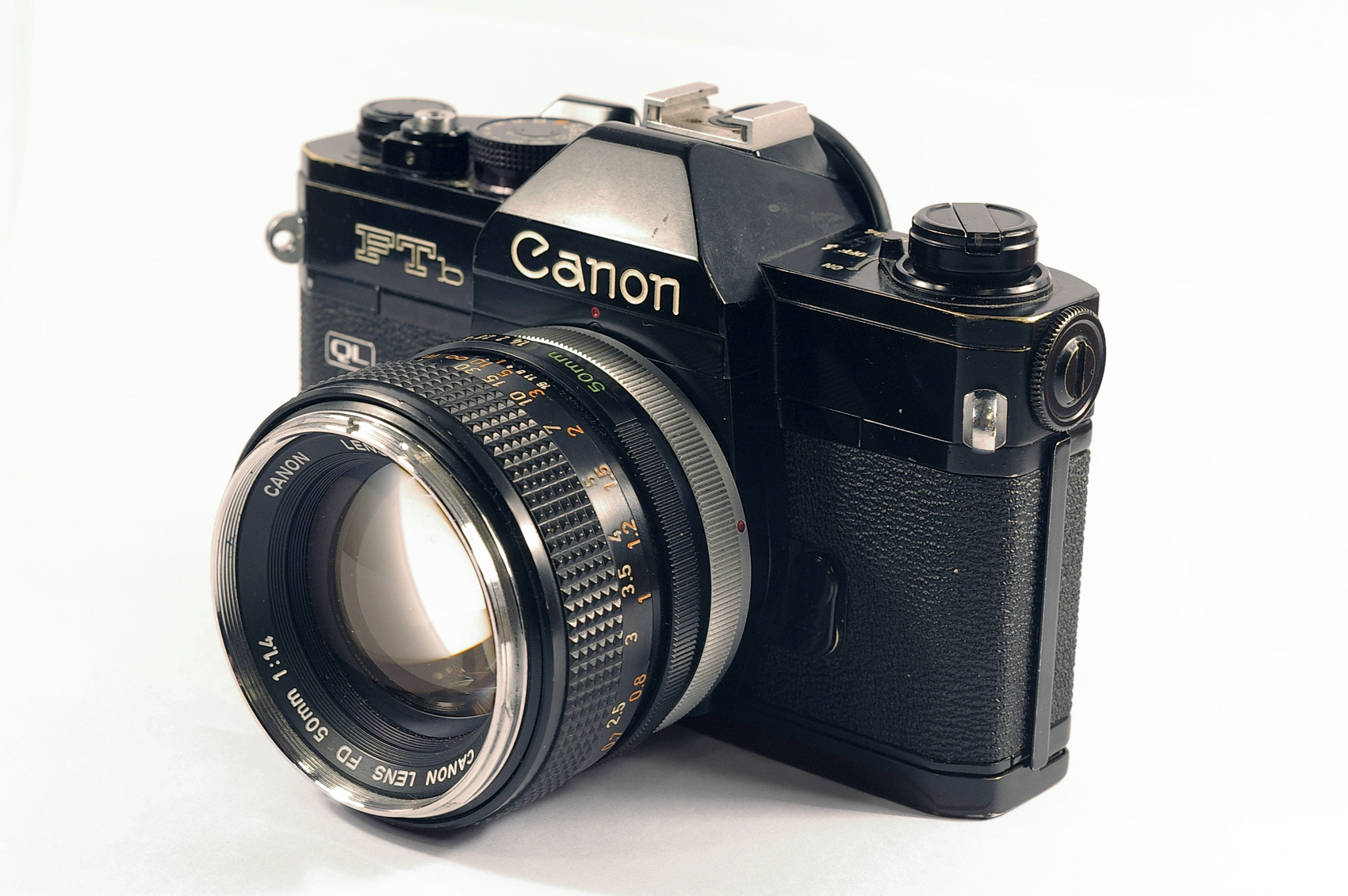
Canon FTb, version boitier noir, équipé d’un objectif 50mm f:1,4 de même génération